# Cmentarz żydowski w Czarnym Dunajcu
Cmentarz żydowski w Czarnym Dunajcu – został założony w drugiej połowie XIX wieku i znajduje się na północ od miejscowości przy drodze wylotowej na Rabkę. Podczas drugiej wojny światowej był miejscem masowych egzekucji, a w okresie powojennym uległ znacznej dewastacji, skutkiem czego do naszych czasów zachowała się tylko jedna macewa z inskrypcją w języku hebrajskim oraz podstawy kilku dalszych.